# Gnadochaeta oregonensis
Gnadochaeta oregonensis là một loài ruồi trong họ Tachinidae.